# Ken-Marti Vaher
Ken-Marti Vaher, né le 5 septembre 1974 à Tallinn, est un homme politique estonien membre de l'Union pour la patrie et Res Publica (IRL).
Nommé ministre de la Justice d'Estonie en 2003, il démissionne deux ans plus tard, après avoir été censuré par le Riigikogu à propos de son programme controversé de lutte contre la corruption dans l'administration publique. Il fait son retour au gouvernement en 2011, comme ministre de l'Intérieur.

## Biographie
Il achève ses études secondaires en 1992 à Tallinn, puis suit pendant quatre ans des études supérieures de droit à l'université de Tartu. Un an avant la fin de ses études, en 1995, il est recruté comme conseiller auprès de la commission des Affaires constitutionnelles du Riigikogu et occupe ce poste trois ans.
Il devient ensuite conseiller pour la formation professionnelle et le personnel au bureau de l'Auditeur général, dont il est nommé directeur général en 1999 pour deux ans.

## Vie politique

### Comme militant
Désigné secrétaire général du parti Res Publica (RP) en 2001, il en est élu vice-président l'année suivante. Il perd ce poste en 2006, lorsque RP fusionne avec l'Union Pro Patria pour former l'Union pour la patrie et Res Publica (IRL), à laquelle il adhère. En mars 2010, il est choisi comme secrétaire général de la formation.

### Dans les institutions
Élu membre du conseil municipal de Tallinn en 2002, mais démissionne dès 2003, après son élection comme député au Riigikogu. Dans la coalition gouvernementale dirigée par Res Publica, Ken-Marti Vaher est nommé ministre de la Justice le 10 avril, à 28 ans seulement. Il démissionne deux ans plus tard, le 21 mars 2005, à la suite de l'adoption d'une motion de défiance à son encontre par le Riigikogu. Les députés ont en effet sanctionné son programme de lutte contre la corruption dans l'administration publique, qui imposait des quotas de poursuites judiciaires annuels. Il retourne alors siéger au Parlement.
Il est réélu député aux élections législatives de mars 2007 et prend alors la présidence de la commission de la Justice. Le 5 avril 2011, il revient au sein du gouvernement, dirigé depuis 2005 par le libéral Andrus Ansip, au poste de ministre de l'Intérieur.